# Rimbun
Rimbun is een bestuurslaag in het regentschap Serdang Bedagai van de provincie Noord-Sumatra, Indonesië. Rimbun telt 1395 inwoners (volkstelling 2010).